# Barrio Puente 83
Barrio Puente 83 es una localidad ubicada dentro del ejido del municipio de Cipolletti, Departamento General Roca, provincia de Río Negro, en la Patagonia argentina. Se encuentra ubicada entre las localidades de Cipolletti y de General Fernández Oro; en general, a la vera de canales integrantes del sistema de riego y drenaje del Alto Valle del Río Negro, motivo por el que la aglomeración tiene forma lineal: es una faja de un ancho entre 50 y 200 metros y más de 7 kilómetros de longitud. Tiene una orientación predominante norte-sur y se desarrolla desde el canal principal de riego, al norte; hasta 2 kilómetros al sur de la ruta nacional 22, atravesando transversalmente casi todo el valle. 
El motivo principal para considerar a Puente 83 una localidad separada, es, principalmente, la distancia a las aglomeraciones cercanas. En 2006, en su punto más cercano, estaba separada unos 1900 metros del extremo oriental de Cipolletti y 500 metros del extremo occidental de Gral. Fernández Oro. Es importante recordar que estas distancias se reducen con el crecimiento de las aglomeraciones. Según el INDEC en 2001 incluía Barrio Puente de Madera, Barrio Tres Luces, Barrio El Treinta y Barrio Goretti.
Coordenadas geográficas: 38°57′10″ S 67°56′45″ O

## Sistema de riego
Dado que la localidad se desarrolla a la vera de los canales, se hará una descripción del sistema en el entorno de la localidad.
El canal principal es el que nace en el dique Ing. Ballester sobre el río Neuquén. Al noreste de Cipolletti, tiene un derivador del que nace el canal secundario 3 hacia el sur. Este último, luego de recorrer 4,5 km, tiene otro derivador de donde parten hacia el este el canal secundario 3 Roca y hacia el sur, el canal secundario 1 Sud. Este último recorre 4.8 km y toma rumbo hacia el este siguiendo un pequeño y antiguo brazo del río Negro. Paralelo a los canales con orientación norte sur, corre el colector P2.
La localidad de Puente 83 se desarrolla, en general, a la vera de los canales secundarios 3 y 1 Sud y el colector P2. Este último colector a cielo abierto, tiene graves problemas de contaminación, lo que ha generado protestas de los vecinos

## Vías de comunicación
Tres caminos importantes atraviesan la localidad con orientación este-oeste y tienen sus respectivos puentes para cruzar los canales.
| Camino                                     | Puente           |
| ------------------------------------------ | ---------------- |
| Ruta Nacional 22                           | (sin nombre)     |
| Ruta provincial 65 (calle Vélez Sardfield) | Puente N.º 83    |
| Calle Maestro Don Juan Espinoza (La Falda) | Puente de Madera |

Además los derivadores del canal mencionados incluyen sendos puentes suficientemente resistentes utilizados de manera peatonal. Adicionalmente se han construido distintas pasarelas de diversas calidades.

## Barrios
Dada su gran longitud, la localidad se suele dividir en barrios. Los barrios a la vera de los canales secundarios, de norte a sur son:   
- Puente de Madera: entre el canal principal y el puente de madera
- Puente 83 Norte: Entre el puente de madera y la ruta 65
- Puente 83 Sur: entre la ruta 65 y la ruta 22
- Tres Luces: al sur de la ruta 22

Otros barrios: 
- El Treinta: en el extremo norte de la localidad a la vera del canal principal, aguas abajo de la central eléctrica César Cipolletti.[4] Ese tramo del canal es utilizada como balneario[5]
- Santa María Goretti: paralelo a Puente 83 Sur, es una calle ciega entre el canal secundario 3 Roca y la ruta 22.

En el Censo de 2001, estos barrios fueron considerados localidades independientes. Para el año 2010 fueron anexados a la localidad Barrio Puente 83.

## Historia
Según los considerandos de la ley N.º 4226 de la legislatura de Río Negro, el asentamiento surge en 1969. Las tierras linderas a los canales eran de propiedad de la provincia. En noviembre de 2007 se trasfieren al municipio para cederlas a sus ocupantes.

## Población
Según el INDEC, la localidad tenía en 2001, una población de 2379 habitantes y su tasa media anual de crecimiento había sido de 40 por mil en el periodo 1991-2001. Es de destacar que tiene más población que otras localidades del Valle que son cabeceras de sus propios municipios, como Mainqué o Chichinales.
A continuación se presentan las poblaciones al año 2001 de los distintos barrios que la integran y la población 2010 de la localidad completa:
| Barrio           | Población | Población |
| Barrio           | 2001      | 2010      |
| Puente 83        | 1287      | -         |
| Puente de Madera | 450       | -         |
| Tres Luces       | 340       | -         |
| El Treinta       | 161       | -         |
| Goretti          | 141       | -         |
| Total            | 2379      | 2512      |

Cuenta con 2,512 habitantes (Indec, 2010), lo que representa un incremento del 5,6% frente a los 2379 habitantes (Indec, 2001) del censo anterior.
| Gráfica de evolución demográfica de Barrio Puente 83 entre 1991 y 2010 |
|                                                                        |
| Fuente: Censos nacionales del INDEC                                    |